# 高天原山
高天原山（日语：／ Takamagahara Yama */?）是一座日本山脈，位於群馬縣和長野縣的交界處，高度為1,978.57公尺（6,491.37英呎）。「高天原」是日本神話中的天界。

## 地理
位於群馬縣與長野縣交界處的秩父山地北部，群馬縣一側是多野郡上野村大字楢原的一部分，在長野縣一側是中東部的大字梓山、川上村、南作郡、南合木村。山頂上有一個二級三角測量點，叫做「蟻ケ峠」。

## 事件

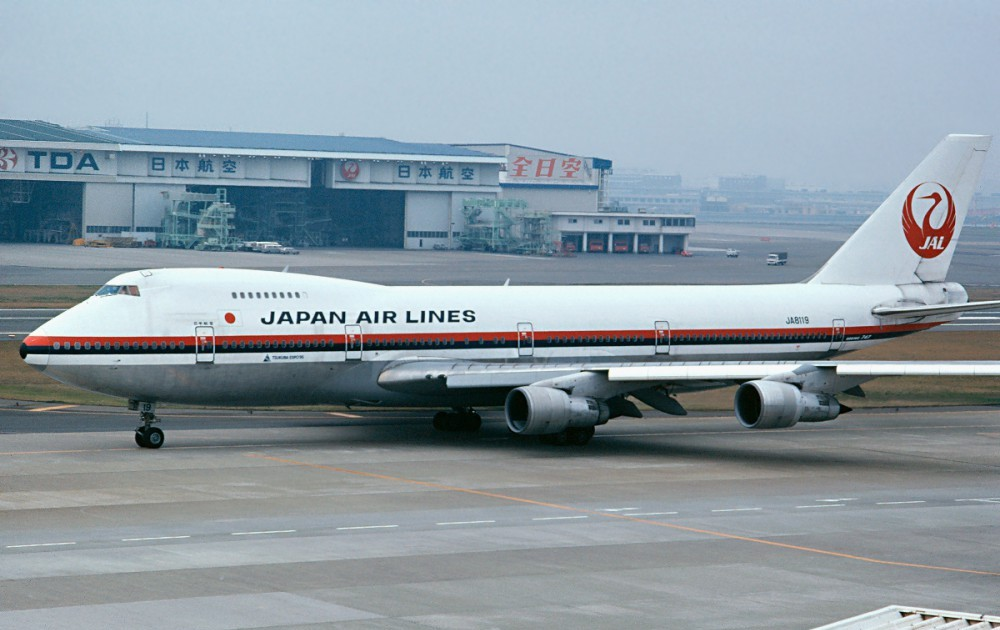
事故機，1984年攝於東京國際機場

1985年8月12日18時整，日本航空123號班機從羽田機場起飛，於18時56分在群馬縣多野郡上野村附近、距離東京約100公里的高天原山山脊墜毀。由於當時日本的媒體將實屬高天原山的空難發生地點當成御巢鷹山的一部份，因此直到現在也有很多日本人將空難稱為「御巢鷹山空難」，該地也被叫做御巢鷹之山脊（實為高天原山的山脊）。